# Cò ke Á châu
Cò ke Á châu hay còn gọi cò ke á (danh pháp khoa học: Grewia asiatica) là một loài thực vật có hoa trong họ Cẩm quỳ. Loài này được L. mô tả khoa học đầu tiên năm 1767.